# Daniel Rojas (preso político)
Daniel José Rojas Muñoz (c. 1997) es un preso político venezolano. En 29 de julio de 2024, el día después de las elecciones presidenciales de Venezuela, Brito fue arrestado por la Guardia Nacional Bolivariana (GNB). Para el 3 de agosto, se desconocía su situación y centro de reclusión.

## Detención
El 29 de julio de 2024, el día después de las elecciones presidenciales de Venezuela, fue arrestado por la Guardia Nacional Bolivariana (GNB) en El Valle, Caracas, cuando salía de su trabajo y a sus 27 años de edad. Fue trasladado a una sede policial y posteriormente a la cárcel de Yare, estado Miranda.La Confederación Sordos de Venezuela (Consorven); las organizaciones de derechos humanos Foro Penal y Justicia, Encuentro y Perdón (JEP); y el partido opositor Vente Venezuela denunciaron el arresto y exigieron su liberación inmediata.
Consorven documentó el encarcelamiento de Daniel en un comunicado junto con la de otros detenidos discapacitados. La Confederación le pidieron a las autoridades «garantizar el derecho a la libertad y seguridad de la persona» contemplado en el artículo 17 de la Convención Internacional sobre los Derechos de las Personas con Discapacidad. Su coordinador, Carlos Trapani, declaró que los adolescentes con algún tipo de discapacidad no eran imputables y que debían remitirse al Consejo de Protección de acuerdo con la ley.
Gonzalo Himiob, vicepresidente Foro Penal, cuestionó si se cumplía el debido proceso y las garantías legales para Daniel debido a que era analfabeta y no manejaba la lengua de señas.Para el 3 de agosto, se desconocía su situación y centro de reclusión.